# Xu Youyu
Xu Youyu (chinesisch 徐友漁, Pinyin Xú Yǒuyú, W.-G. Hsü Yu-yü; * 17. März 1947 in Chengdu) ist ein chinesischer Hochschullehrer für Philosophie. Er war als Dissident in Haft und lebt seit 2015 im US-amerikanischen Exil.

## Herkunft und Ausbildung
Xu Youyu kam 1947 in Chengdu, der Hauptstadt der südwestchinesischen Provinz Sichuan, zur Welt.
Sein Vater war 1923 der Kommunistischen Partei Chinas beigetreten. 1925 ging er zum Studium nach Frankreich, wo er unter anderen Zhou Enlai begegnete. Von 1927 bis 1930 besuchte er die Moskauer Sun-Yat-sen-Universität. Nach seiner Rückkehr nach China hatte er im Zentralkomitee der Shanghaier Partei engen Kontakt zu Liu Shaoqi. Sein Vater wurde jedoch von der Kuomintang verhaftet und eingesperrt. Er wurde gezwungen, eine Erklärung abzugeben, in der er seinen Austritt aus der Kommunistischen Partei verkündete. Als Xu Youyu in die Grundschule kam, begann sein Vater, ihm Fremdsprachen (Russisch) und klassisches Chinesisch beizubringen. Sein Vater hoffte zeitlebens, dass die Partei ihm seinen Austritt verzeihen würde. Er stand jedoch dauerhaft im Abseits und starb im Alter von 60 Jahren. Ein halbes Jahr später starb auch Xus Mutter, als er 14 Jahre alt war.
Er besuchte die Chengdu No. 1 Mittelschule, als 1966 die Kulturrevolution ausbrach. Er wurde Mitglied der Roten Garden und ging aufs Land nach Mianyang im Norden Sichuans, wo er drei Jahre lebte. Anschließend kehrte er für sechs Jahre in seine Heimatstadt Chengdu zurück.
1977 nahm er ein Studium an der Fakultät für Mathematik der Sichuan Normal University auf. 1979 wechselte er an die Graduiertenschule der Chinesischen Akademie der Sozialwissenschaften, wo er den Masterabschluss erwarb. Von 1986 bis 1988 ging er für weitere Studien an die University of Oxford, wo er bei Michael Dumit studierte, einem wichtigen Vertreter der zeitgenössischen analytischen Philosophie.

## Wissenschaftliche Karriere
Nach seinem Studium erhielt er eine Stelle am Institut für Philosophie der Chinesischen Akademie der Sozialwissenschaften und arbeitete dort bis zu seiner Pensionierung im Jahr 2008.
Zur Zeit des Tiananmen-Massakers 1989 versuchte er vergeblich, Studenten zu überreden, den Platz des Himmlischen Friedens vor der Niederschlagung durch die Armee zu verlassen, da sie nicht glauben wollten, dass die Soldaten das Feuer auf friedliche Studenten eröffnen würden. Nach den Protesten wurde gegen ihn als Sympathisant der Studenten ermittelt, doch weigerte er sich, eine Schuld einzugestehen. Die Vorwürfe hatten jedoch Auswirkungen auf seine Karriere, er wurde an der Universität herabgestuft, was so bis zu seiner Pensionierung blieb. Ihm wurden Forschungsgelder verweigert, sodass er nicht mehr in der Lage war, Projekte von Postgraduierten zu betreuen.

## Forschungsschwerpunkte
Xu gilt als Experte für westliche sozialistische Gesellschaftstheorien, einschließlich des Marxismus und der Frankfurter Schule, und als Historiker der Kulturrevolution. Er selbst wird als Anhänger des klassischen Liberalismus eingeordnet.
Er war Gastforscher 1999 an der Harvard University. In den Jahren 2001–2002 hatte er eine Palme-Gastprofessor an der Universität Stockholm und der École des hautes études en sciences sociales in Paris, die an „international herausragende Friedens-Forscher“ vergeben wird.

## Politische Aktivitäten
1988 verfasste er eine Petition an das Zentralkomitee der Kommunistischen Partei Chinas, in der er die Freilassung des Dissidenten Wei Jingsheng forderte. 1989 nahm er an Aktionen der Demokratiebewegung teil. Im Jahr 2008 unterzeichnete er die „Charta 08“, ein Manifest zur Förderung politischer Reformen und Demokratisierung in China. Im Juni 2010 veröffentlichten Xu Zhiyong, Teng Biao, Wang Gongquan, Li Xiongbing, Li Fangping Tiger Temple und Xu Youyu das sogenannte Bürgerversprechen, das der Hoffnung Ausdruck verlieh, dass sich ein Bürgerbewusstsein in China weiter ausbreitete und gemeinsam den Schutz der Bürgerrechte unterstütze. Xu Youyu war auch 2012 einer der Gründer der Neuen Bürgerbewegung nach der Verleihung des Friedensnobelpreises an den inhaftierten Menschenrechtler Liu Xiaobo.
Im Mai 2014 wurde er vorgeladen und festgenommen, weil er am „Seminar zum 4. Juni“ (dem Tag des Tiennamen-Massakers) teilgenommen hatte. Zu den Teilnehmern gehörten unter anderen die Professoren Qin Hui und Guo Yuhuavon der Tsinghua-Universität, verhaftet wurden der Menschenrechtsanwalt Pu Zhiqiang, der Menschenrechtsaktivist Hu Shigen, der Schriftsteller Liu Di und der Leiter der Pekinger Filmakademie Professor Hao Jian. Xu Youyu legte ein Geständnis ab, dass er das Seminar organisiert habe und dass das Treffen in der Wohnung von Hao Jian stattgefunden habe. Sein Geständnis wurde am 5. Juni desselben Jahres veröffentlicht. Laut Xu Youyus Angaben wurde er im Gefängnis als politischer Gefangener relativ gut behandelt.
Seit 2015 lebt Xu im Exil in den Vereinigten Staaten und lehrt als Resident Scholar an der New School in New York City.

## Auszeichnungen
- 2014 Olof-Palme-Preis[19]
- 2004 Nennung unter die 50 wichtigsten öffentlich wirksamen Intellektuellen durch die Wochenzeitung Southern People Weekly[20]

## Veröffentlichungen (Auswahl)
- Xingxing sese de zaofan 形形色色的造反：Hongweibing jingshen suzhi de xingcheng ji yanbian 紅衛兵精神素質的形成及演變 (Rebels of All Stripes: A Study of Red Guard Mentalities). Hong Kong: Chinese University Press.
- Copernican-style Revolution, Shanghai Sanlian Publishing House, 1994
- Russell, Chung Hwa Book Company, Hongkong, 1994
- Spiritual Generated Language, Sichuan People's Publishing House, 1997
- Rebels of All Kinds, Chinese University of Hong Kong Press, 1999
- „Abschied vom 20. Jahrhundert“, Shandong Education Press, 1999
- Looking Back Suddenly, Henan People's Publishing House, 1999
- Free Speech, Changchun Publishing House, 1999
- Facing History, China Federation of Literary and Art Circles Press, 2000
- Humanistic Point of View, China Youth Publishing House, 2008
- Rereading Liberalism and Others, Henan University Press, 2008
- Une stèle pour les 36 millions de victimes de la Grande famine, une lecture critique de Stèles. La Grande famine en Chine, 1958–1961, Yang Jisheng, Übersetzung von Jérôme Bonnin, in Perspectives chinoises, Januar 2009
- mit Hua und Ze: In the Shadow of the Rising Dragon. Stacy Mosher. New York: Macmillan. 2013.
- The Debates Between Liberalism and the New Left in China Since the 1990s. Contemporary Chinese Thought. 3 (2003): 6-17.
- Intellectual Discourses in Post-Mao China and Today in China Change, 24. Mai 2014